# Wolaita Tussa
El Wolaita Tussa es un equipo de fútbol de Etiopía que juega en la Tercera División de Etiopía, la tercera categoría de Fútbol en el país.

## Historia
Fue fundado en el año 1988 en la ciudad de Wolaita Sodo, al sur del país por el misionero católico Gino Benanti. El equipo ganó su primera Copa etíope de fútbol en 1997.
A nivel internacional ha participado en un torneo continental, en la Recopa Africana 1998 en la que fue eliminado en la ronda preliminar por el Red Sea FC de Eritrea.

## Palmarés
- Copa etiope de fútbol: 1

1997

## Participación en competiciones de la CAF
| Temporada | Torneo          | Ronda      | Club       | Casa | Visita | Global |
| --------- | --------------- | ---------- | ---------- | ---- | ------ | ------ |
| 1998      | Recopa Africana | Preliminar | Red Sea FC | 3-3  | 0-2    | 3-5    |